# Douméga
Douméga ist eine Landgemeinde im Departement Tibiri in Niger.

## Geographie
Die Gemeinde grenzt an den Nachbarstaat Nigeria. Nördlich von Douméga liegt die Gemeinde Tibiri, südlich und westlich die Gemeinde Guéchémé. Die drei Orte befinden sich alle am Trockental Dallol Maouri, das in Richtung des Flusses Niger verläuft, und am Übergang der Sahelzone zur fruchtbaren Großlandschaft Sudan. 
Bei den Siedlungen im Gemeindegebiet handelt es sich um 27 Dörfer, 22 Weiler und 6 Lager. Der Hauptort der Landgemeinde ist das Dorf Douméga. Die nach Einwohnern größten Dörfer in der für nigrische Verhältnisse dicht besiedelten Gemeinde sind der Hauptort Douméga sowie Zoumbou, Birni Falla und Zaziatou. Das Dorf Angoual Magagi Ango befindet sich direkt an der Staatsgrenze zu Nigeria.

## Geschichte
Douméga wurde von Magorawa, einer Untergruppe der Hausa, gegründet. Der Name Douméga kommt vom Wort Douma, das „Kalebassenbaum“ bedeutet. Das traditionelle Oberhaupt im Nachbarort Tibiri nimmt eine regionale Führungsposition ein, wobei ihm die Berechtigung dazu vom traditionellen Oberhaupt von Douméga abgesprochen wird. Ersterer besitzt seine legitime Abstammung nur matrilinear, während letzterer eine patrilineare Abstammungsfolge vorweisen kann. Die Familie des 1999 getöteten nigrischen Präsidenten Ibrahim Baré Maïnassara stammte ebenfalls aus Douméga. Seit 2011 gehört die Landgemeinde nicht mehr zum Departement Dogondoutchi, sondern zum neugeschaffenen Departement Tibiri. Im Hauptort und in zwei weiteren Siedlungen in der Gemeinde kam es im Zeitraum von 2011 bis 2016 in zwei Jahren zu Überschwemmungen.

## Bevölkerung
Bei der Volkszählung 2012 hatte die Landgemeinde 29.429 Einwohner, die in 3613 Haushalten lebten. Bei der Volkszählung 2001 betrug die Einwohnerzahl 26.485 in 3356 Haushalten.
Im Hauptort lebten bei der Volkszählung 2012 5080 Einwohner in 647 Haushalten, bei der Volkszählung 2001 3518 in 445 Haushalten und bei der Volkszählung 1988 5257 in 671 Haushalten.
In ethnischer Hinsicht ist die Gemeinde ein Siedlungsgebiet von Arawa, Fulbe und Gobirawa. Es gibt sesshaften und einen transhumanten Bevölkerungsteil.

## Politik
Der Gemeinderat (conseil municipal) hat 12 gewählte Mitglieder. Mit den Kommunalwahlen 2020 sind die Sitze im Gemeinderat wie folgt verteilt: 4 CDS-Rahama, 3 PNDS-Tarayya, 2 MNSD-Nassara, 2 MPN-Kiishin Kassa und 1 MPR-Jamhuriya.
Jeweils ein traditioneller Ortsvorsteher (chef traditionnel) steht an der Spitze der 27 Dörfer in der Gemeinde, darunter der Hauptort.

## Wirtschaft und Infrastruktur
In Douméga spielt die Landwirtschaft eine wichtige Rolle. Im Tal des Dallol Maouri werden neben Hirse, Sorghum und Erderbsen auch Gemüse, Obst, Maniok, Süßkartoffeln und Zuckerrohr angebaut. Douméga ist ein Handelsplatz für den grenzübergreifenden Handel mit Nigeria. Wochenmärkte werden im Hauptort und in den Dörfern Angoual Magagi Ango und Birni Falla abgehalten. Das staatliche Versorgungszentrum für landwirtschaftliche Betriebsmittel und Materialien (CAIMA) unterhält eine Verkaufsstelle im Hauptort. Hier gibt es außerdem einen lokalen Bürgerhörfunk (radio communautaire). Die Bevölkerung leidet an chronischer Unterernährung. Die lokale Getreideproduktion hat zu geringe Erträge und vielen Einwohnern fehlen die finanziellen Mittel, um das auf den Märkten ausreichend vorhandene Getreide zu kaufen.
Gesundheitszentren des Typs Centre de Santé Intégré (CSI) sind im Hauptort und in Birni Falla vorhanden. Allgemein bildende Schule der Sekundarstufe des Typs Collège d’Enseignement Général (CEG) gibt es zweimal im Hauptort und jeweils einmal in den Dörfern Birni Falla und Zoumbou, eine solche des Typs Collège d’Enseignement Secondaire (CES) einmal im Hauptort. Das Berufsausbildungszentrum Centre de Formation aux Métiers de Douméga (CFM Douméga) bietet Lehrgänge in Mechanik und Schneiderei an.
Durch die Gemeinde führt die Nationalstraße 3 zwischen Bolbol Goumandey und Koré Maïroua. Im Hauptort zweigt die zur Staatsgrenze führende Landstraße RR3-010 von der Nationalstraße 3 ab.

## Persönlichkeiten
- Pierre Foulani (1939–2020), Physiker, geboren im Dorf Zaziatou